# Guillaume Raoux
Guillaume Raoux (Bagnols-sur-Cèze, 14 de fevereiro de 1970) é um ex-tenista profissional francês.
Foi o primeiro tenista a perder para Roger Federer, na ATP.